# Manuel Schnitzer
Manuel Schnitzer (geboren 12. Februar 1861 in Andrychau, Galizien, Kaisertum Österreich; gestorben 11. April 1941 in Berlin, Deutsches Reich) war ein deutschsprachiger Schriftsteller und Journalist.

## Leben
Emanuel Schnitzer stammte aus einer Rabbinerfamilie in Westgalizien. Sein Vater war Kaufmann. Er besuchte Gymnasien in Oels und Bielitz, wo er 1881 das Abitur ablegte. Danach studierte er Jus in Wien, das er 1885 abschloss. Anschließend war Manuel Schnitzer als Gerichtsreporter tätig.
1888 wurde er verantwortlicher Redakteur der Wiener Mode  und 1890 auch von Nowe Mody.
Seit 1891 lebte Manuel Schnitzer in Berlin. Dort schrieb er für verschiedene Zeitungen wie den Berliner Börsen-Courier bis 1927.

## Publikationen
Manuel Schnitzer schrieb Artikel für Zeitungen in Wien, Berlin und Frankfurt.
Dazu verfasste er viele Bände  mit Novellen, Romanen, Essays, Gedichten und weiteren Texten.
Manuel Schnitzer galt als qualitätvoller humoristischer Schriftsteller mit Herzenswärme und sorgfältigen Darstellungen. Einige zeitgenössische Rezensenten bedauerten, dass sein Werk nicht mehr gelesen und gewürdigt wurde. Dennoch gab es zahlreiche Neuauflagen seiner Bücher. Als besonders gelungen galten seine ersten humoristischen Romane Käthe und ich, Käthe und die Anderen usw., über sein Eheleben. In späteren Jahren wandte er sich verstärkt jüdischen Themen, mit Werken wie Rabbi Lach und Die schönsten Legenden aus dem Talmud zu.
- Käte und ich. Ein Brevier für junge Eheleute, 1894
- Sollen Herren tanzen? Allerlei Schimpf, 1898
- Der Liebesbrief meiner Köchin, 1902
- Der kleine Peter Willaschek und andere Novellen, 1905
- Das Buch der jüdischen Witze, 1907
- Das Buch von Peter und Fann, 1908
- Rabbi Lach, 1910
- Die Tante mit dem Palmenzweig, 1913
- Die Sonette des alten Herrn, 1921
- Die schönsten Legenden aus dem Talmud, 1923
- Die Flammen des Herrn K. A. Liebling. Ein Roman aus dem Alltag, 1927
- Drillichauer Lebensläufe
  - Wunderliche Lebensläufe (= Universal-Bibliothek 5255), (ohne Jahr), Auswahl, mit Vorwort von Karl Mischke